# Audemars Piguet

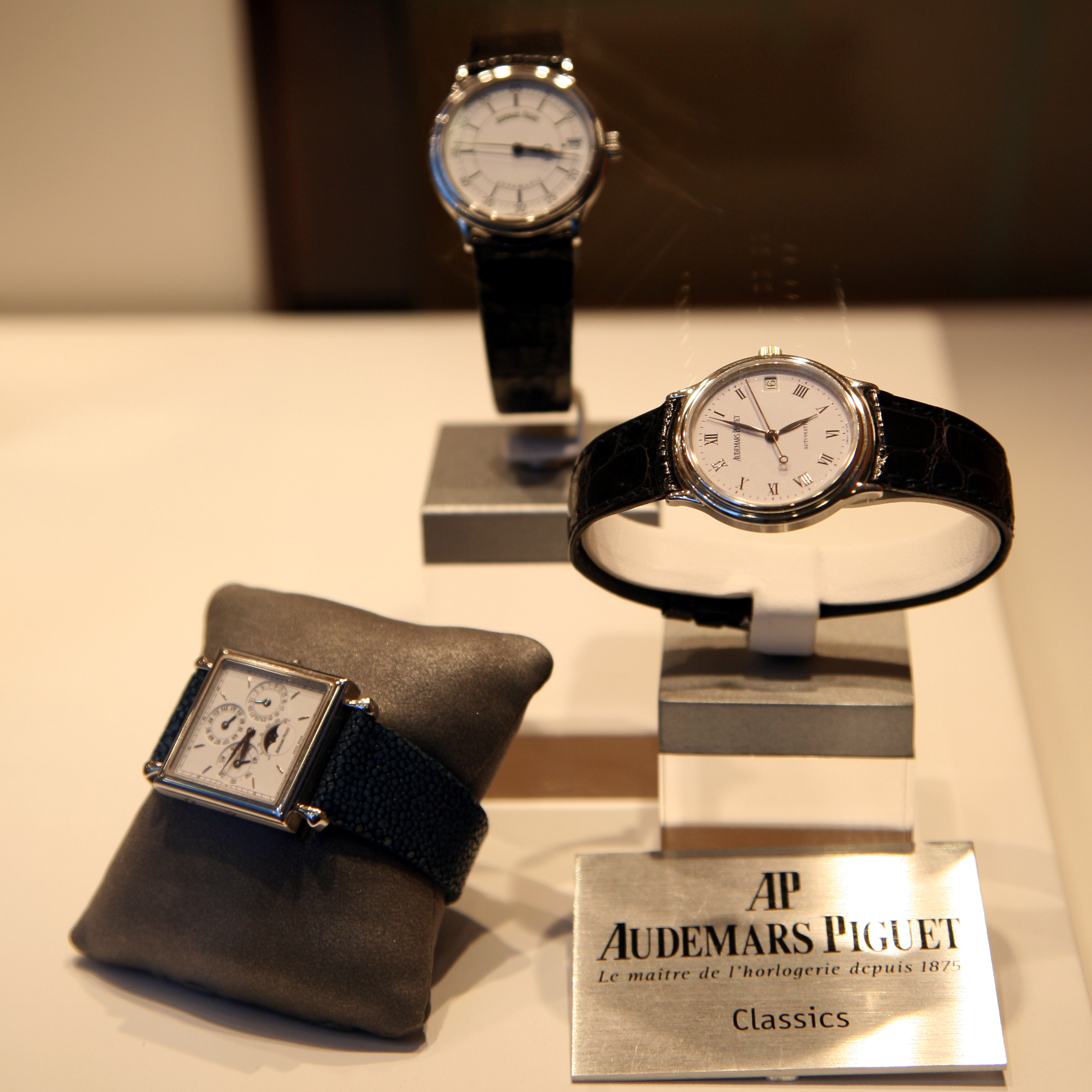
Audemars Piguets

Audemars Piguet is een Zwitsers horlogemerk gespecialiseerd in het maken van zeer dure en technisch hoogstaande horloges.
Hoofdkantoor in Le Brassus, Zwitserland. Het bedrijf werd in 1875 opgericht door Jules Louis Audemars en Edward Auguste Piguet in de Vallée de Joux en kreeg in 1881 de naam Audemars Piguet & Cie.
Tevens maakt het bedrijf ook uurwerken voor andere horlogemerken zoals Richard Mille. 
Audemars Piguet wordt samen met Patek Philippe en Vacheron Constantin gerekend tot “The Holy Trinity”. Dit is een benaming voor de 3 marktleiders van ultra luxe horloges.

## Geschiedenis
De geschiedenis van Audemars Piguet begint in 1873 als de 23-jarige techniekstudent Jules Audemars in contact komt met de 21-jarige economiestudent Edward-Auguste Piguet.
De twee besluiten bij wijze van experiment een horlogefabriek op te richten. Al snel groeit hun experiment uit tot een succesvol en prestigieus horlogemerk. Hierbij is Audemars altijd verantwoordelijk voor de technische ontwikkeling, terwijl Piguet de zaken regelt en zich bezighoudt met de vormgeving van de horlogekasten.
In 1925 produceerde Audemars Piguet het dunste zakhorloge tot dan toe. Drie jaar later schrijft het merk opnieuw geschiedenis door het eerste skelethorloge te produceren. Dit is een horloge met een wijzerplaat van glas waardoor de drager het mechanisme van het horloge dwars door de wijzerplaat kan zien.
Het merk bleef zich lange tijd bezighouden met het produceren van zakhorloges en begon in de jaren 20 van de twintigste eeuw met het maken van polshorloges.
Het merk groeide in de jaren 70 definitief uit tot een van de succesvolste horlogemerken toen ze in 1972 de Royal Oak bedachten. Dit opvallende en herkenbare horloge werd het paradepaardje van de Zwitserse multinational.
Sinds zijn oprichting is Audemars Piguet gevestigd in Le Brassus, een dorp in de Valleé de Joux, een gebied dat bekendstaat om de andere bekende horlogefabrieken die er gevestigd zijn.

## Klassieke modellen
Het merk heeft twee productielijnen van horloges: enerzijds chique horloges die een vaak klassieke, sobere uitstraling hebben, anderzijds sportieve modellen. De klassieke horloges worden in beperkte oplage geproduceerd en zijn dan ook zeer zeldzaam en duur.

## Sportieve modellen (Royal Oak)
De tweede productielijn omvat stoere en sportieve horloges die zeer casual zijn. Binnen deze productielijn wordt er slechts één type horloge geproduceerd. Dit is de Royal Oak. Dit horloge is zeer herkenbaar, vaak geïmiteerd en is inmiddels uitgegroeid tot een icoon in de horlogewereld. De Royal Oak is in enkele verschillende uitvoeringen verkrijgbaar, maar het model blijft in grote lijnen altijd hetzelfde: groot en een dikke horlogekast met een zeer karakteristieke achthoekige vorm. De horlogekast is met acht grote opvallende schroeven in elkaar gezet. De wijzerplaat van een Royal Oak heeft altijd een geblokt patroon. Er zijn twee uitvoeringen van de Royal Oak: een Gent Size (44 mm) en een Lady's Size (33 mm).
Momenteel behoort 90% van de horloges die AP verkoopt, tot de serie Royal Oak.

## Trivia
- De bekendste ambassadeur van Audemars Piguet is Arnold Schwarzenegger. Hij droeg in de film Terminator 3 een bepaald type Royal Oak, dat sinds die film zeer populair werd. Dit uurwerk wordt nu de T3 genoemd.

- Gemeinsame Normdatei: 2126666-9
- International Standard Name Identifier: 0000 0001 2173 0027
- Library of Congress Control Number: n94072519
- Système universitaire de documentation: 260770353
- Virtual International Authority File: 142581311